# Calle del Rosario (Madrid)
La calle del Rosario es una breve vía de Madrid que desciende desde la Gran Vía de San Francisco hasta la Cuesta de las Descargas, en el barrio de Palacio de la capital de España. Toma su nombre de una tradición legendaria: el Rosario de la Aurora.

## Historia
En el plano de Texeira y el de Espinosa aparece con este mismo nombre. Peñasco y Cambronero anotan que se documentan casas en esta calle desde 1684.
Su legendario nombre se inspira en la procesión del Rosario de la Aurora que tradicionalmente salía por la puerta que la antigua iglesia de San Francisco el Grande tenía a esta calleja desde la capilla de la Virgen de la Aurora. En cierta ocasión, las 36 farolas que componían el cortejo coincidieron con los cofrades del Hospital de Santa Catalina de los Donados (también en procesión con sus respectivas farolas) en el estrechamiento de la que fuera calle de los Remedios, y como no hubo acuerdo en quién debía ceder el paso a quién, «se liaron a farolazos produciendo un tumulto y alboroto que solo la presencia de la Guardia valona puedo contener». El Consejo y los alcaldes de Casa y Corte de la Villa de Madrid, resolvieron suprimir la procesión, pero quedó en el lenguaje popular el dicho de acabó como el Rosario de la Aurora para referirse a algo que acabó mal y con cierta violencia. El asunto fue pintado por Eugenio Lucas Velázquez, discípulo de Goya, y por el maestro del costumbrismo andaluz José García Ramos.

### Fuente medieval

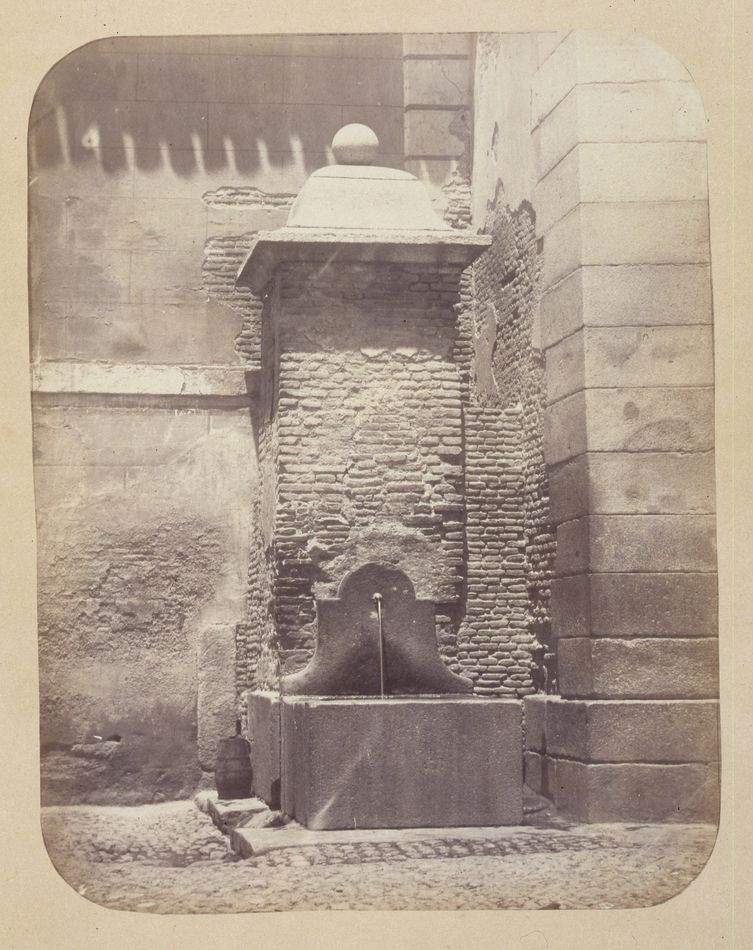
El caño vecinal de la calle del Rosario, fotografiado por Alfonso Begué en 1864.

Tuvo esta calle una fuente que ya aparece rotulada en el plano de Teixeira de 1656 (lámina 17, D2, referencia número 51), a pocos metros de la desaparecida cerca de Felipe IV y el Campillo de Gil Imón, como dejó escrito Benito Pérez Galdós en Fortunata y Jacinta. Se surtía con agua del viage del Bajo Abroñigal, según menciona Pascual Madoz, y tenía una dotación de 3,5 RA y un servicio de 53 aguadores.

## Bibliografía

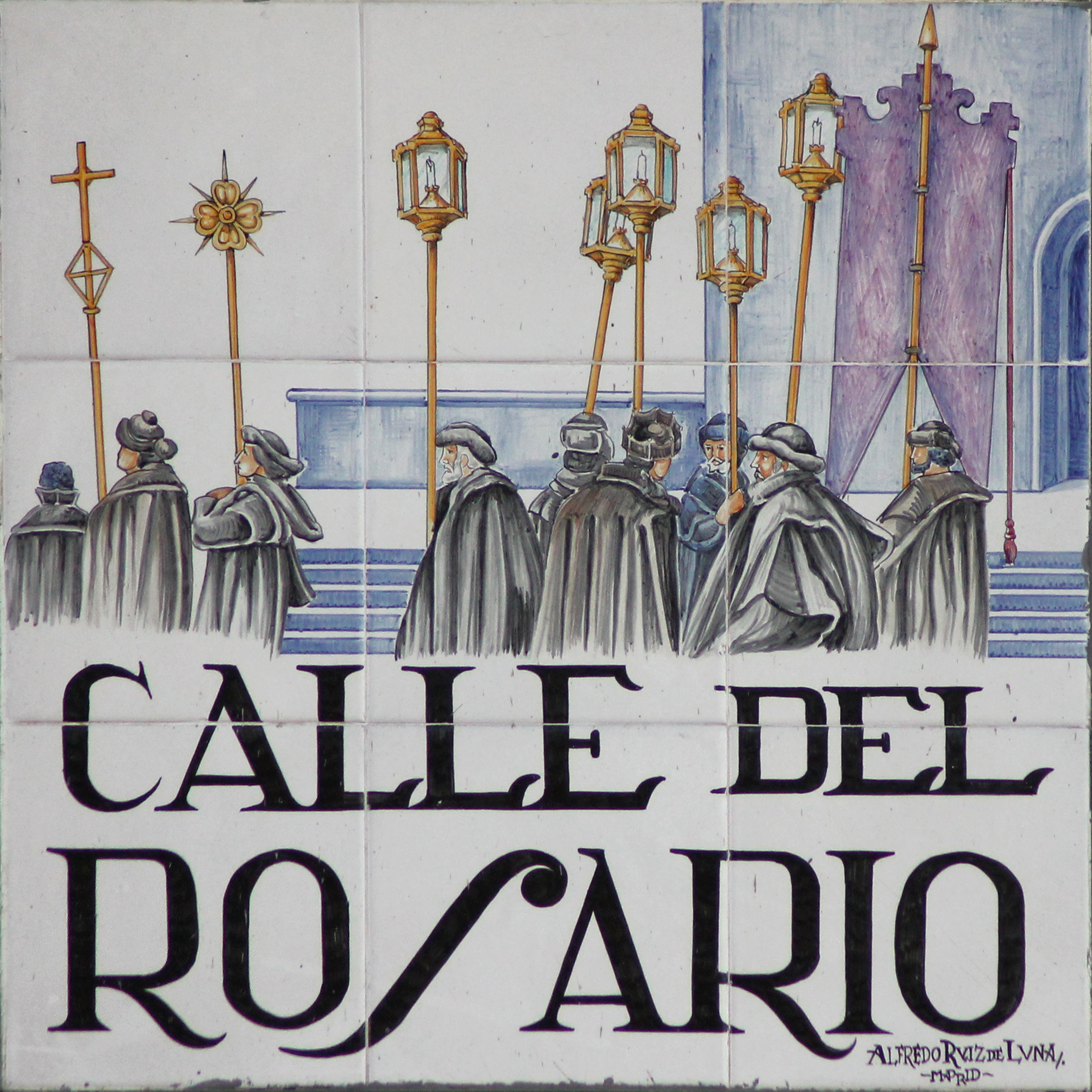